# 金建平
金建平（1959年4月13日—），籍贯天津市。1983年毕业于天津大学建筑分校（今天津城建大学），1999年天津大学工商管理研究生毕业，天津燃气集团董事长。

## 简历
金建平1983年毕业于天津大学建筑分校（今天津城建大学），1999年金建平天津大学工商管理研究生毕业，2003年金建平受中共天津市委组织部委派到澳大利亚皇家理工大学进修三个月。

## 工作经历
1983年，金建平毕业后进入天津市第一煤气厂，至1996年先后担任该厂的技术员、车间主任、副厂长。1996至1999年，金建平任天津市煤气总公司副总经理、天津煤气设计院院长。2001至2002年1月，金建平任天津市燃气集团副总经理。2002年1月，金建平升任天津市燃气集团有限公司总经理。2013年9月2日，天津津燃公用事业股份有限公司发布公告，金建平因工作重新调配已辞任董事会主席、执行董事、薪酬委员会成员、提名委员会主席及监察主任等职务。

## 双规
2013年9月5日，《21世纪经济报道》从一位接近天津官方的匿名人士处得知，金建平于几日前在河北省香河的居所出门买早点时被天津市纪委控制，纪委在其家中查出了部分现金。其部分家人已经被转移至国外，金建平在得到风声后，潜逃出境失败。
2013年9月12日，中共天津市纪委表示，天津燃气集团董事长金建平因严重违纪已被“双规”。由于天津燃气集团与中国石油天然气股份有限公司有较多业务往来，因而多家媒体在报道中分析和猜测，金建平可能与中石油的腐败案相关，但这一观点未获官方证实。
2013年9月13日，金建平被曝违纪后，其曾经任职的天津津燃公用事业股份有限公司表声明称，金建平涉嫌违纪受查一事与公司无关。

## 相关链接
- 宋平顺、李宝金
- 蒋洁敏